# Aphyoplatys
 Aphyoplatys és un gènere de peixos de la família Aplocheilidae i de l'ordre dels ciprinodontiformes.

## Taxonomia
- Aphyoplatys duboisi (Poll, 1952)[2][3]